# Cephus brachycercus
Cephus brachycercus är en stekelart som beskrevs av Thomson 1871. Cephus brachycercus ingår i släktet Cephus, och familjen halmsteklar. Enligt den finländska rödlistan är arten sårbar i Finland. Arten är reproducerande i Sverige. Artens livsmiljö är torra gräsmarker.